# Tell Maraq
Tell Maraq (tiếng Ả Rập: تل مرق) là một ngôi làng Syria nằm ở Al-Tamanah Nahiyah ở huyện Maarrat al-Nu'man, Idlib. Theo Cục Thống kê Trung ương Syria (CBS), Tell Maraq có dân số 831 người trong cuộc điều tra dân số năm 2004.